# 布莱斯河畔库尔塞勒
布莱斯河畔库尔塞勒（法語：Courcelles-sur-Blaise，法語發音：[kuʁsɛl syʁ blɛz]）是法国上马恩省的一个市镇，位于该省西北部，属于圣迪济耶区。

## 地理
布莱斯河畔库尔塞勒（48°24'54"N, 4°56'29"E）面积5.67 平方千米，位于法国大東部大區上马恩省，该省份为法国东北部内陆省份，北起马恩省和默兹省，西接奥布省，西南接科多尔省，东南接上索恩省，东临孚日省。
与布莱斯河畔库尔塞勒接壤的市镇（或旧市镇、城区）包括：博德勒库尔、多马坦勒弗朗、多马坦勒圣佩尔。

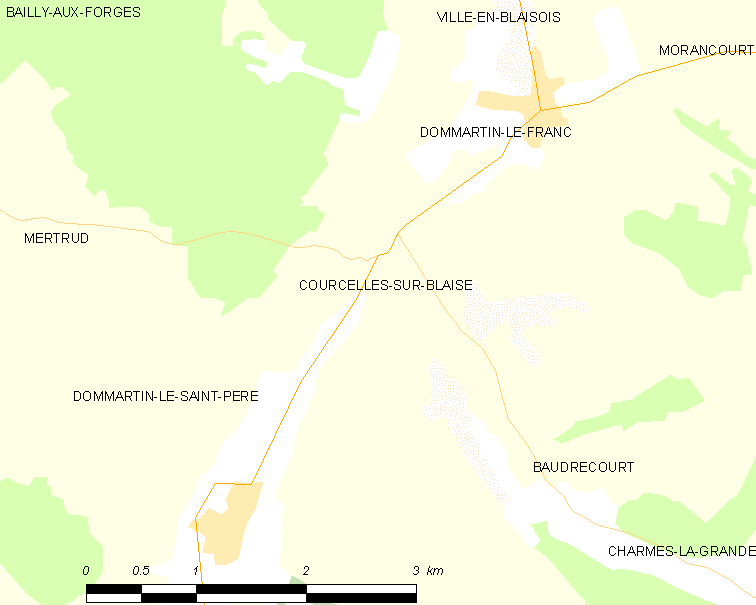
布莱斯河畔库尔塞勒的OSM定位图

布莱斯河畔库尔塞勒的时区为UTC+01:00、UTC+02:00（夏令时）。

## 行政
布莱斯河畔库尔塞勒的邮政编码为52110，INSEE市镇编码为52149。

## 政治
布莱斯河畔库尔塞勒所属的省级选区为茹安维尔县。

## 人口

1962-2008年间布莱斯河畔库尔塞勒人口变化图示

布莱斯河畔库尔塞勒于2022年1月1日时的人口数量为87人。